# 吉寅商店
株式会社吉寅商店（よしとらしょうてん）は、島根県浜田市に本社を置く企業。島根県や山口県で食品卸売事業を展開している。また会員制食品スーパー「Gクラブ」を展開している。

## 主要事業所
- 本社 - 島根県浜田市下府388-49
- 出雲営業所 - 島根県出雲市氷川町美南1666
- 萩営業所 - 山口県萩市大字福井下4048-1

## 沿革
- 1949年 - 株式会社吉寅商店を設立。

## 食品スーパー事業
会員制スーパーの「Gクラブ」という店舗を経営している。

### 店舗一覧
- 浜田店 - 島根県浜田市
- 益田店 - 島根県益田市

#### 閉店した店舗
- 大田店 - 2007年2月閉店
- 山口店 - 2012年5月閉店
- 萩店 - 2013年1月年閉店
- オオクボジャンボ店 - 2019年12月閉店